# Chain Home

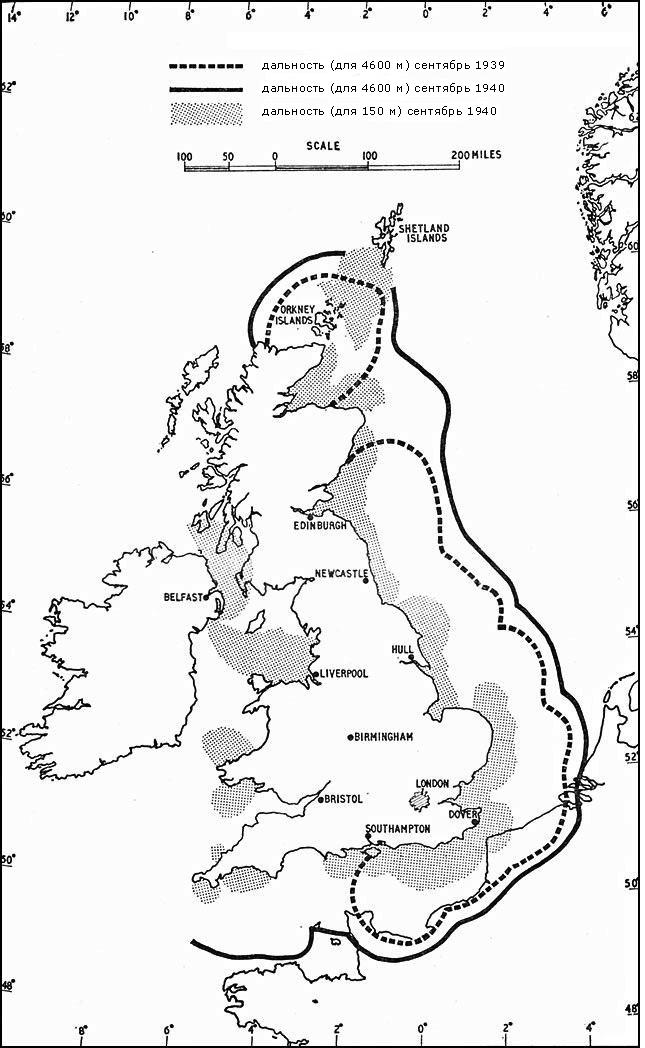
Дальність виявлення літаків РЛС Chain Home та Chain Home Low

Чейн Хоум (англ. Chain Home) або AMES Type 1 (Air Ministry Experimental Station — Повітряного міністерства дослідна станція тип 1) — станції радіолокації, розташовані вздовж узбережжя Британських островів . Зробили значний внесок в оборону Великобританії від повітряних атак на європейському театрі бойових дій Другої світової війни, особливо під час битви за Британію . Для виявлення низьколетячих літаків, радіолокатори Chain Home використовувалися спільно з побудованими пізніше РЛС Chain Home Low (AMES Type 2).

## Створення
28 січня 1935 року Уотсон-Уотт (Watson-Watt) презентував Міністерству Авіації Великобританії концепцію виявлення літаків супротивника за допомогою радіохвиль та можливість раннього попередження про повітряний напад. У наслідку досліду 26 лютого того ж року в Великій Британії виявлено літак за допомогою радіохвиль. Для подальших досліджень у галузі радіолокації було виділено 12 300 фунтів стерлінгів. Дослідна РЛС, побудована на основі цих дослідів, виявила повітряну ціль на дальності до 60 км влітку 1935 року. У вересні того ж року було ухвалене рішення про початок серійного виробництва Chain Home.
Починаючи з грудня 1935 року, перші п'ять радіолокаційних станцій були встановлені на східному узбережжі Британії. У літній період 1938 року мережа захисту Великобританії від повітряних нападів складалася з 20 РЛС. Кількість радіолокаційних станцій збільшувалась з часом, і з 1939 року були встановлені радіолокатори Chain Home Low, що працюють на вищій частоті і здатні виявляти літаки у польоті на висотах від 150 метрів. З 1943 року були запущені в експлуатацію Chain Home Extra Low, які покривали висоти від 15 метрів, але з меншою дальність — 50 км. Ці РЛС працювали разом із Chain Home.

## Опис

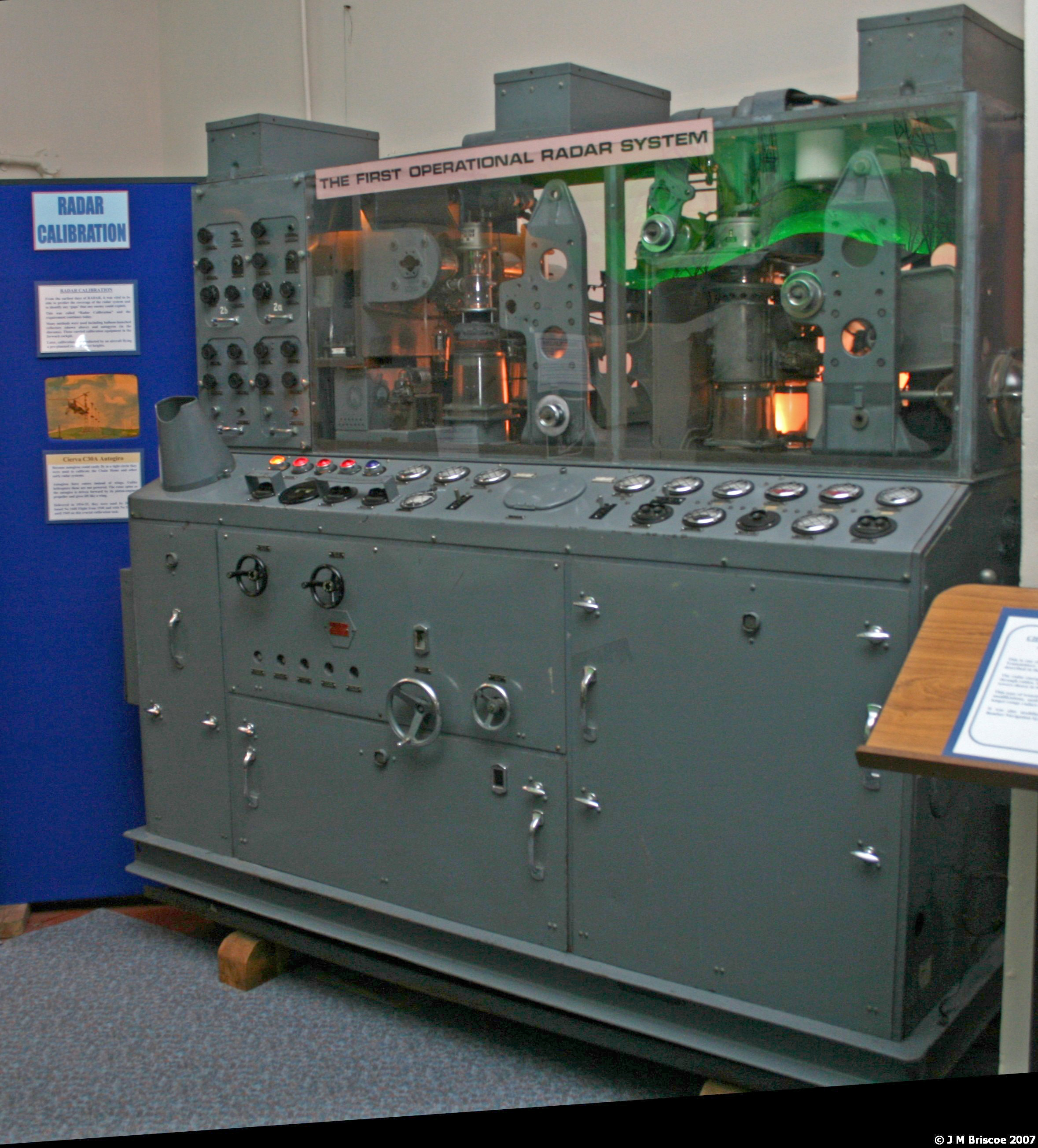
Передавач системи Chain Home у музеї.

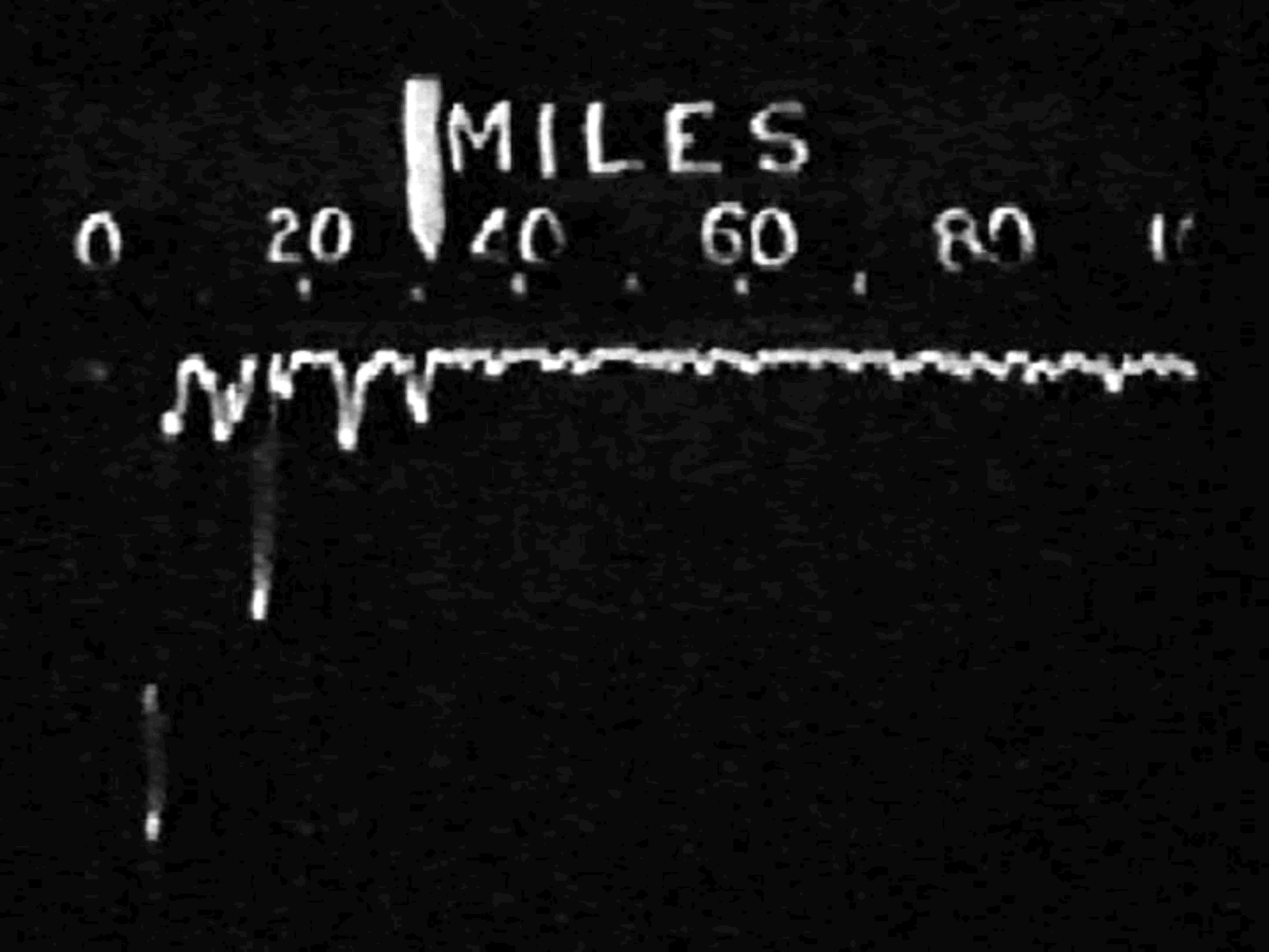
Зображення з екрану працюючої РЛС

Радіолокаційні станції функціонували на частотах від 20 до 30 МГц, що відповідає довжині хвилі від 10 до 13 метрів. Початкова потужність імпульсу становила 200 кВт, проте пізніше її збільшили до 800 кВт. Антена, яка передавала сигнал, складалася з горизонтальних вібраторів та рефлекторів, та була підвішена на металевих штангах висотою 115 метрів. Антена була статичною і мала широку діаграму напрямку, дозволяючи виявити літак у секторі 120 градусів. Приймальні антени були розташовані на дерев'яних вежах висотою 80 метрів. Вони складалися з двох перетиняючихся вібраторів для визначення азимуту та двох вібраторів, розташованих на різних висотах, для вимірювання кута місця.
В результаті порівняння амплітуди відбитого від літака сигналу на верхньому та нижньому вібраторах визначався кут місця, тобто висота польоту повітряної мети. Сигнали приймалися як відбиті безпосередньо від літака, так і додатково відбиті від поверхні моря. Висота літака, що знаходиться на відстані 100 км від РЛС, визначалася з точністю до 500 м . Для перевірки правильної роботи з визначення кута місця та азимуту РЛС часто потрібно калібрування. Задні та бічні пелюстки випромінювання викликали відбиття від гір та літаків поза робочою зоною радіолокатора. Станція не могла виявити літаки, що низько летять. Виявлені літаки відображалися на екрані електронно-променевої трубки з горизонтальною розгорткою .

## Використана література та джерела
1. ↑  Brown, Louis. A Radar History of World War II . Technical and Military Imperatives. — Bristol : Institute of Physics Publishing, 1999. — С. 51-53. — ISBN 0-7503-0659-9.
2. ↑  Наземные американские и английские радиолокационные станции. — Москва : Военное издательство министерства вооружённых сил союза ССР, 1947. — С. 5.
3. ↑  Наземные американские и английские радиолокационные станции. — Москва : Военное издательство министерства вооружённых сил союза ССР, 1947. — С. 5-6.
4. ↑  Малов Η. Η. Радар // Успехи физических наук : журнал. — Государственное издательство технико-теоретической литературы, 1946. — № май (23 березня). — С. 11. Архівовано з джерела 9 вересня 2013.
5. ↑  Наземные американские и английские радиолокационные станции. — Москва : Военное издательство министерства вооружённых сил союза ССР, 1947. — С. 6-9.